# Georg Dibbern
 (mai 2020).
Si vous disposez d'ouvrages ou d'articles de référence ou si vous connaissez des sites web de qualité traitant du thème abordé ici, merci de compléter l'article en donnant les références utiles à sa vérifiabilité et en les liant à la section « Notes et références ».
 (mai 2020).
 (mai 2020).
Georg John Dibbern est un écrivain, marin et philosophe, auto-déclaré citoyen du monde. Il est né le 26 mars 1889 à Kiel dans l'Empire allemand et mort le 12 juin 1962.

## Biographie

### Premières années
Son père, capitaine au long cours, Adolph Friedrich Dibbern (1845-1895) et sa mère, Emma Julianne Tantau, se marient en 1875. Georg a deux sœurs aînées : Anna Marie (1877) et Agnes Katharina Dorothea (1879). Son père meurt à l'âge de 50 ans.
Comme Georg souffre d’asthme, Emma emmène ses enfants profiter du climat plus clément d’Italie. Ils y restent pendant deux ans avant de retourner en Allemagne. En 1904, Georg est installé chez sa sœur Anni[Qui ?] et son époux Ludwig Schramm, professeur d'école secondaire à Marne et Elmshorn, sur la côte nord de l’Allemagne.
Après ses examens finaux et la mort de sa mère d'un cancer, il décide de s'inscrire comme apprenti à bord du gréément carré Pamelia de la ligne Flying P dont le trajet l'amène à Valparaiso au Chili. En 1909 il débarque du navire Antuco à Sydney en Australie où il travaille brièvement dans la construction du Tunnel Lithgow, et ensuite à l'Hôtel Hydro Majestic dans les Blue Mountains. Il apprend à parler l'anglais et à conduire une voiture. En 1910 il fait un séjour en Nouvelle-Zélande, retourne en Australie et ensuite en Allemagne par bateau à vapeur.
En 1911 il retourne à Sydney dans l'intention de monter une entreprise pour vendre des canots de toile. Il se rend rapidement compte que les Australiens ne cherchent pas à s'aventurer dans les eaux infestées de requins. Il retourne en Nouvelle-Zélande où il s'installe parmi les Maoris comme chauffeur. Au début de la Guerre Mondiale, il est obligé de se présenter régulièrement à la police (en tant qu’Allemand, c'est-à-dire ressortissant d'un pays ennemi) et ce n'est qu'en juin 1918 qu'on l'incarcère à l'Île Somes. En mai 1919, on le rapatrie en Allemagne, à bord du bateau Willochra avec 900 autres passagers parmi lesquels le Capitaine Carl Kircheiß et le Comte Felix von Luckner.

### Après la Première Guerre mondiale
Cette même année, il fait la connaissance d’Élisabeth Vollbrandt, de 11 ans sa cadette. Ils se marient en janvier 1921. Avec les réparations de guerre anticipées, ils achètent une propriété à Stocksee. Leur fils Jens Rangi naît en mai, mais meurt six mois plus tard. Leur fille Frauke Wahine naît en 1922, suivie d'Elke Maata en 1924 et Sunke Tai en 1925.
Les années d'inflation effrénée, la dévaluation rapide et extrême des réparations reçues les obligent à vendre leur ferme de Stocksee. Les années suivantes sont difficiles pour la famille.
Dibbern essaie par de multiples moyens de faire vivre sa famille. Il écrit des histoires basées sur ses expériences aux Antipodes, publiées avec l'aide de son ami le baron Albrecht von Fritsch dans le journal Vossische Zeitung, ainsi que d’autres publications. Elisabeth crée, expose et vend des découpages artistiques qui seront en fin de compte déclarés dégénérés par les Nazis. Georg investit l’argent de la vente de Stocksee dans le chantier Toetsche Moeller près de Kiel. Tout ce qui lui reste après la faillite du chantier est la coque inachevée d’un voilier de 10 mètres. Georg et Elisabeth, inspirés par Vom Kulturreich des Meeres de Kurt von Boeckmann, le nomment Te Rapunga, langue Maori pour "désir" ou "soleil sombre".

### Départ à bordTe Rapunga
Réduit au workfare, Dibbern, dont les vues politiques diffèrent de celles de ses collègues, tombe dans une impasse. Il n’a que le choix de quitter sa famille et son pays natal et part en Nouvelle-Zélande pour retrouver Rangi Rangi Paewai, sa mère spirituelle Maori, qui, l'aidera à s'établir avant de faire venir sa famille.
Son neveu Günter Schramm, son ami Albrecht von Fritsch et la sœur de celui-ci, Dorothée Leber von Fritsch, lui servent d’équipage. Te Rapunga prend la mer en août 1930. Peu après, Albrecht quitte le groupe, et en 1936 il élit domicile en Angleterre sous le nom de George René Halkett, peintre et écrivain connu pour son livre The Dear Monster (1939), exposé personnel des mouvements Bauhaus et Wandervogel en Allemagne d’avant-guerre.
Dans la Méditerranée Georg fait la connaissance d'autres aventuriers marins tels que Conor et Katherine O'Brien à bord du Saoirse et un couple suisse, le peintre Charles Hofer et son épouse, artiste et auteure, Cilette Ofaire, de San Luca. Cilette et Georg se considèrent de vraies âmes sœurs et maintiennent une correspondance jusqu'à la mort de Georg en 1962,. Le Krokodil, c’est-à-dire le sac à main de Do (Dorothee Leber von Fritsch) en cuir de crocodile, procure des fonds nécessaires. Afin d'augmenter ce revenu minime, Te Rapunga propose des excursions pour ceux et celles qui désirent une expérience nautique pendant leurs vacances.
En 1932 le capitaine se sent prêt à traverser l'Atlantique. Au Panama, il rencontre la pilote allemande Elly Beinhorn. Arrivé à Balboa, Georg se décide: c'est le temps de se séparer de Do et de se mettre à l'épreuve – avec seul son neveu Günter. La destination prévue est Los Angeles. Cependant, le passage dure plus longtemps que prévu. Ils arrivent trop tard pour les Jeux Olympiques d'été 1932, et spontanément Georg insiste pour continuer jusqu'à San Francisco. Après 101 jours sans avoir touché terre, ils y débarquent le 20 septembre 1932.
Te Rapunga atteint Auckland NZ en mars 1934. Dibbern est désolé d’apprendre que Rangi Rangi Paewai est morte. Sans but clair, il accepte l'invitation de participer à la deuxième course à voile Trans Tasman, Auckland – Melbourne, environ 1 630 miles. Le seul autre concurrent est Ngataki skippé par Johnny Wray, dont le livre South Sea Vagabonds deviendra un classique. Te Rapunga gagne cette course (18 jours, 23 heures, 58 minutes) ainsi que celle de Melbourne à Hobart, en Tasmanie, avant de retourner à Auckland.

Le drapeau de Dibbern

### Drapeau et Passeport

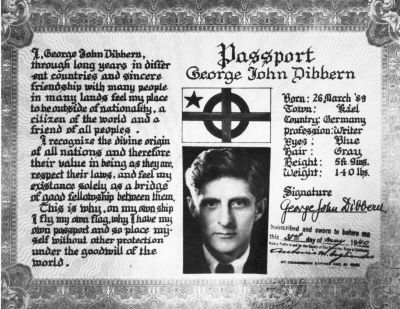
Le passeport de Dibbern

Quatre ans ayant passé depuis le départ de son mari, Élisabeth s’est créée une vie indépendante avec les enfants. Elle préfère rester en Allemagne. À Auckland, touché par un accueil sincère et chaleureux, le capitaine eut une idée: en utilisant Te Rapunga, il créera un lien d'amitié et de fraternité. Avec un nouvel équipage Te Rapunga part vers les îles Cook, Hawaii et le Canada. Ils arrivent à Victoria en 1937 faisant flotter le drapeau personnel de Dibbern, refusant de hisser le drapeau au svastika obligatoire. C'est en décembre de cette année que le domicile d'Elisabeth est saccagé par la Gestapo en raison des idées de Georg interprétées comme anti-allemandes.
Pendant son séjour au Canada, Dibbern dicte à Gladys Nightingale le manuscrit qui deviendra son livre phare nommé Quest. Il fait alors la connaissance de M. Wylie Blanchet, auteure de The Curve of Time, livre qui deviendra un classique de la côte ouest du Canada. En 1939, sa demande de permis de séjour lui est refusée : il ne lui est pas permis de rester au Canada et il devient apatride. Avec Eileen Morris, seule membre de l'équipage de NZ, il part pour San Francisco. Il est invité à New York pour une interview à l'émission We the People. Il laisse son manuscrit chez W.W Norton qui le publiera en 1941 sous le titre Quest.
C'est à San Francisco que Dibbern renonce à sa citoyenneté allemande, précédant de huit ans la renonciation à sa citoyenneté américaine de Garry Davis. En 1940, il crée son passeport, se déclarant « ami de tous les peuples et citoyen du monde ». Il doit quitter les États-Unis et se décide à raccompagner Eileen en Nouvelle-Zélande, l'endroit le plus sûr pour elle durant la guerre. En route, Te Rapunga doit faire des réparations à Hawaii où se trouvent en même temps des marins connus tels qu'Éric de Bisshop avec son catamaran Kaimiloa, et le capitaine Harry Pidgeon avec Islander.
La décision de raccompagner Eileen en Nouvelle-Zélande est en partie destinée à mettre à l'épreuve le drapeau représentant ses principes ainsi que son passeport de citoyenneté mondiale. Malheureusement, ni l'un ni l'autre n’est accepté ; considéré comme ressortissant d'un pays ennemi, il est immédiatement interné sur l'Île Somes, comme il l'était pendant la Première Guerre mondiale. Son livre Quest est publié en 1941. En 1945 il reçoit une lettre, écrite par le célèbre auteur américain Henry Miller. C'est le début d'une amitié par correspondance qui dure jusqu'à la mort de Dibbern.

### Après la Deuxième Guerre mondiale
Ce n'est qu'en 1946 que Dibbern est libéré et rejoint Eileen. Leur fille Michela Lalani Morris est née en 1947. À bord Te Rapunga ils passent trois ans dans les mers et les îles du sud. Ils écrivent des articles pour des revues nautiques et achèvent le manuscrit pour Voilier sans Port (Ship without Port) qui reste inédit.
En 1950, quand Eileen rend visite à sa famille en NZ, Dibbern passe voir Günter qui s’est installé en Tasmanie et il fait du travail temporaire à Hobart. Un collègue lui offre un billet de loterie Tatts qui gagne 10 000 £. Il en donne la moitié à son collègue et achète deux îles avec le reste. Il prévoit un refuge amical et restauratif pour les gens de la cité, comme il l'avait voulu au Canada. Parmi ses maints amis se trouvent Reg Ansett, fondateur d’Ansett Airlines, et l'égyptologue, auteure et artiste, Leslie Greener.
En 1954 la course Trans Tasman l’attire; il choisit un équipage féminin. Te Rapunga arrive en dernier, mais achève un coup historique. Eileen retourne en NZ afin de procurer une vie plus normale et plus stable à Lani. Georg s'aperçoit que la vie de terrien ne lui convient pas et il se met à vendre l'île Satellite (Woody Island). Comme il écrit à son ami Miller « Je vais vendre car je veux faire de la voile, c'est ça ma vie ». Il reprend sa mission d'introduire les jeunes à la vie maritime et à ce que la mer leur apprendra.
En 1957, pour la première fois avec un moteur, il navigue différemment – et Te Rapunga, avec son équipage inexpérimenté, échoue. Après tant d'années sans mésaventure comme capitaine de son voilier, Dibbern subit une seconde épreuve. Au cours d'un ouragan, Te Rapunga est démâté et doit être remorqué à Auckland par un transporteur cargo japonais, le Tokuwa Maru.
Ces expériences signalent à Dibbern une réalité : la vieillesse et les problèmes de santé qui s'approchent. Il se décide de retourner en Allemagne pour reformer le cercle familial avec sa femme et ses filles avec lesquelles il avait maintenu le contact par correspondance pendant les 32 années de son absence. Pourtant, le 12 juin 1962, il meurt d'une crise cardiaque dans la rue, à Auckland.

### Lien avec Henry Miller
Emil White (ami de Miller qui a fait don de sa maison et a fondé la bibliothèque Henry Memorial Library à Big Sur en Californie) insiste pour que Henry lise Quest. Miller s'identifie tellement avec les sentiments de Dibbern qu'il lui écrit comme "un frère", initiant ainsi une correspondance sincère entre les deux. Miller essaie d'accélérer le paiement des droits d'auteur de Dibbern. Il écrit un essai élogieux sur Quest, publié dans le magazine Circle en 1946. Cet essai est inclus dans la collection de Miller intitulée Reste immobile comme un colibri (1962). Cet essai est encore beaucoup lu et inspire maints lecteurs à investiguer la vie de George Dibbern.
Même quand il vit dans la pauvreté Miller expédie – et encourage ses amis à faire – des paquets à Élisabeth et ses filles qui souffrent du manque de tout dans les années d’après- guerre. Il essaie d'intéresser son propre agent de publications à placer le manuscrit dans une maison de rédaction. Après l'échouage de 1957, il lance un appel sur journal grand format pour collecter des fonds afin d'aider Dibbern à réparer son voilier. Son essai de 1946 apparaît sur l'avers. Il insiste pour que Quest apparaisse en français et en allemand. Il discute avec Frédéric-Jaques Temple de la possibilité de traduction. Milller rend visite à Élisabeth, veuve, en Allemagne et initie la traduction et la publication de Quest en allemand. Unter eigener Flagge (Sous son propre Drapeau) paraît en 1965.